# 양국진 (1916년)
양국진(楊國鎭, 일본식 이름: 中原國鎭, 1916년 9월 20일 ~ 1981년 2월 28일)은 만주국과 대한민국의 군인으로, 예편 후에는 기업인으로 활동했다.

## 학력
- 만주국 펑톈 군관학교 6기 졸업
- 육군사관학교 3기 졸업
- 조선경비보병학교 졸업
- 육군공병학교 졸업
- 육군포병학교 졸업
- 육군보병학교 졸업
- 육군대학 졸업

## 생애
평양에서 출생한 그는 만주국 펑톈에 설립된 봉천군관학교를 제6기로 졸업하고 만주국군 장교로 임관했다. 태평양 전쟁이 종전 당시 만주국군 육군 중위이자 경리 장교로 복무 중이었다.
종전 후 미군정 지역으로 내려와 통위부에 참가하였고, 새로 창설된 대한민국 국군에서는 감찰총감을 맡았다. 양국진이 만주에서 귀국할 때 만주군 장교 차림 그대로 군복을 입고 칼을 찬 채 들어왔다는 방원철의 증언이 있다. 국방부는 1948년 12월 15일, 감찰총감이던 양국진 등 8명의 중령을 대령으로 특진발령하였다.
1949년에 김구가 암살되었을 때는 암살 혐의자인 안두희에 대한 군법회의 재판에 배심재판관에 참여하기도 했다. 당시 계급은 육군 대령이었으며, 재판의 주심재판관은 원용덕이었다. 이후 양국진은 3군단장과 군수참모부장을 지내는 등 주로 후방에서 근무했다. 1952년 11월초, 육군행정 참모부장(副長) 육군소장 양국진은 제2군단 부(副)군단장으로 인사이동되었다. 그 후 육군 제1군단장 직무대리(아직 육군 소장 계급) 직을 거쳐 1959년 3월, 육군 제3군단장 직에 전임되었고 육군 제3군단장(육군 소장 → 육군 중장) 재직 시절이던 1959년 6월, 육군 중장 진급하였고 육군 제3군단장 재직하다가 1959년 12월 육군 중장 예편하였다.
4·19 혁명이 일어나기 직전인 1960년 4월 9일에 비리 혐의가 적발되어 구속되었다. 이때 양국진은 자신이 육군참모총장과 같은 중장 계급이라며 가택수색 및 문초에 불응하는 등 반발했다. 이 사건은 구속된 양국진이 며칠만에 전격 석방되고 사의를 표명하는 선에서 마무리지어질 듯한 분위기로 흘러, 제1공화국 정권 차원의 비호에 대한 의혹이 제기되기도 했다.
그러나 4·19 혁명으로 제1공화국이 붕괴한데 이어 이듬해 5·16 군사정변이 일어남에 따라 비리 군인으로 체포되어 혁명재판에 회부되었고, 양국진에게는 징역 10년형이 선고되었다. 혁명재판 후 곧 풀려나 1960년대에 대한식품 사장을 지내면서 군부대에 식품을 공급하는 등 기업인으로 활동하였다.
2008년 민족문제연구소가 친일인명사전에 수록하기 위해 정리한 친일인명사전 수록예정자 명단 군 부문에 포함되었다.

## 같이 보기
- 봉천군관학교

## 참고 자료
- 양국진(楊國鎭) - 국사편찬위원회